# Charles David Badham
Charles David Badham (27 de agosto de 1805 - 14 de julio de 1857) fue un escritor, médico, pastor, micólogo y entomólogo inglés.

## Biografía
Era hijo de Charles Badham, Regio Profesor de Medicina y Terapéutica, en la Universidad de Glasgow, y de Margaret Campbell, conocida como "La Reina de los Escoceses", y que fue retratada por Ingres. Su hermano más joven, confusamente llamado Charles Badham, era un erudito escolástico. Para aumentar la confusión, otro hermano menor, también llamado Charles Badham, fue vicario de Todos los Santos de Sudbury en Suffolk.
Charles David (o simplemente David) fue educado en Westminster y luego en Emmanuel College, Cambridge donde obtuvo el BA en 1826. Siguiendo la vocación médica de su padre, fue al Pembroke College, Oxford, recibiendo su MB en 1830 y el MD en 1833, siendo miembro del Real Colegio de Médicos.

## Medicina y santas órdenes
Parece haber comenzado su carrera médica en Escocia, donde alcanzó cierta notoriedad por establecer que latidos irregulares del corazón de un paciente se asemejaba a ritmos de música. En 1833, el médico John Radcliffe le permitió a Badham ejercer la medicina en Francia e Italia, por una parte del tiempo como médico personal del político Thomas Barrett-Lennard. Regresó a Inglaterra en 1845 y, a través de la mala salud, abandonó la medicina y tomó las órdenes sagradas. Badham fue nombrado para el curato de Wymondham en Norfolk por el obispo Edward Stanley que se convirtió en su amigo. Posteriormente fue nombrado coadjutor de Bergholt en Suffolk, donde permaneció hasta su muerte.
Se casó con Anna Hume, hija de James Deacon Hume, Secretario de la Junta de Comercio. El hermano de David Charles (el Sudbury uno) se casó con su hermana y posteriormente escribió una biografía de JD Hume.
David Badham publicó una serie de documentos médicos durante su carrera, pero a partir de entonces escribió ampliamente sobre una serie de temas, la historia sobre todo natural, y era un colaborador habitual de Revista de Blackwood y posteriormente en la Revista de Frazer.

## Entomología
Fue miembro de Société entomologique de France y publicó un folleto en Francia alegando que los insectos carecían de inteligencia o de sentidos, rigiéndose exclusivamente por el instinto ciego. Continuó el mismo tema en un posterior libro llamado Insect Life de 1845. Opiniones de contemporáneos sugieren que los entomólogos británicos pensaron poco en su tesis.

## Micología
El Rev. Dr Badham tuvo más éxito como micólogo, escribiendo con buena acogida Treatise on the esculent funguses of England, de 1847. Se dio cuenta sobre el interés en el tema, como resultado de visitar los mercados de hongos en Italia. Se consideraba un pasatiempo excéntrico y peligroso comer hongos silvestres, en Inglaterra, en ese momento, y el libro atrajo cierto interés popular, aunque sólo sea como curiosidad. La edición original contiene láminas en color hechas por la notable ilustradora micológica Anna Maria Hussey. Una segunda póstuma edición se publicó en 1863, editada por el micólogo Frederick Currey.
Se interesó en los hongos en general, así como en mixomicetes, enviándole colecciones inusuales, al micólogo líder el Rev. M.J. Berkeley.
Sus colecciones de hongos se hallan en el herbario del Royal Botanic Gardens, Kew. Unas 500 témperas de fungi, pintadas por su esposa Anna se presentaron en el Haslemere Museum.

## Ictiofagia
Su última gran obra fue una compilación de artículos, publicados por primera vez en Frazer's Magazine, con el extraño título de Prosa de halieutica, o chismes de peces ancianos y modernos, consistiendo de anécdotas, alusiones clásicas, y datos curiosos sobre los peces, la pesca, y comer pescado - el "significado del autor" es ser "un tratado de los peces ictiofagosamente, no ictiológicamente, y para dar, no ciencia de la ictiología, sino de los chismes sobre peces". El original Halieutica era un poema clásico griego de Oppian sobre pesca. El libro de Badham trata todo de bálsamos y ungüentos de pescado para el crecimiento del pelo, y sobre caballas en heráldica.

## Algunas publicaciones
- 1834. Reflections on the nature of inflammation, and its alleged consequences. 67 pp. Glasgow: Univ. Press

- 1837. The question concerning the sensibility, intelligence, and instinctive actions of insects. 54 pp. Paris: A. Belin. Reimpreso de HardPress, 2012, 72 pp. ISBN 1290350957, ISBN 9781290350952

- 1839. Two cases of cerebral disease. London Medical Gazette 23: 900–904

- 1845. Insect life. 171 pp. Glasgow: W. Blackwood

- 1847. A treatise on the esculent funguses of England. 138 pp. Londres: Reeve Bros

- 1854. Prose halieutics, or ancient and modern fish tattle. 552 pp. Londres: Parker & Son ISBN 1165062909, ISBN 9781165062904 reeditó General Books LLC, 2009, 380 pp. ISBN 1458958655, ISBN 9781458958655

- 1857. An August at Felixstowe. 37 pp. Ipswich: J. Haddock

- 1863. A treatise on the esculent funguses of England. Ed. F. Currey, 2ª ed. de Lovell Reeve, 152 pp.

## Honores
Géneros de mixomicetes
- Badhamia
- Badhamiopsis

Especies de fungi
- Leucocoprinus badhamii.[13]